# Palais des sports des Ouvriers
Pour les articles homonymes, voir Palais des sports.
Le palais des sports des Ouvriers (en chinois : 北京工人体育馆) est une salle de sport située à proximité du stade des Ouvriers dans le district de Chaoyang, à Pékin (Chine). 

## Evènements marquants
Inaugurée en 1961 à l'occasion des Championnats du monde de tennis de table, elle fait partie des onze sites rénovés spécialement pour les Jeux olympiques d'été de 2008. 
D'une capacité maximale de 13 000 places, cette enceinte a accueilli les compétitions de boxe lors des Jeux olympiques de 2008.

## Liens
- (fr) Le palais des sports des ouvriers sur le site des jeux Olympiques d'été de 2008